# اویگن دورینگ
اویگن کارل دورینگ (آلمانی: Eugen Karl Dühring؛ ۱۲ ژانویهٔ ۱۸۳۳ – ۲۱ سپتامبر ۱۹۲۱) یک اقتصاددان و فیلسوف اهل آلمان بود که از منتقدین کارل مارکس و فردریش انگلس بود.
کتاب آنتی دورینگ اثر انگلس در جواب دیدگاه‌ها و انتقادات دورینگ به مارکسیسم است.

## زندگینامه و آثار
دورینگ در برلین، پروس به دنیا آمد. پس از تحصیلات حقوقی، او تا سال ۱۸۵۹ در برلین به عنوان وکیل مشغول به کار شد. ضعف چشم، که به نابینایی کامل ختم شد، باعث شد تا تحصیلاتی را آغاز کند که نامش اکنون با آن مرتبط است. در سال ۱۸۶۴استاد دانشگاه برلین شد، اما در اثر نزاع با استادی دیگر، در سال ۱۸۷۴ از مجوز تدریس محروم شد.
از آثار او می‌توان به موارد زیر اشاره کرد:
سرمایه و کار (۱۸۶۵)؛ ارزش زندگی (۱۸۶۵)؛ دیالکتیک طبیعی (۱۸۶۵); تاریخ انتقادی فلسفه (از آغاز تا به امروز) (۱۸۶۹); تاریخ انتقادی اصول کلی مکانیک (۱۸۷۲)، یکی از موفق‌ترین آثار او. دوره اقتصاد ملی و اجتماعی (۱۸۷۳); دوره فلسفه (۱۸۷۵)، با عنوان در نسخه بعدی فلسفهٔ ولقعی؛ منطق و فلسفه علم (۱۸۷۸); و جایگزینی دین با چیزی کاملتر (۱۸۸۳). او همچنین کتاب «مسئله یهودیان به عنوان یک مسئله نژادی، اخلاقی و فرهنگی» را منتشر کرد (۱۸۸۱).
او زندگینامه خود را در سال ۱۸۸۲ تحت عنوان ماده، زندگی و دشمنان منتشر کرد. ذکر Feinde ("دشمنان") جالب است. فلسفه دورینگ مدعی است که به‌طور قاطع فلسفه واقعیت است. او در تقبیح هر چیزی که مانند عرفان، سعی در پنهان کردن واقعیت دارد، پرشور است. او به قول مورخ کارلتون جی اچ هیز «تقریباً لوکریتی در خشم خود علیه دین» است که راز جهان هستی را از نگاه مستقیم ما بیرون می‌کشد. جانشین او برای دین آموزه‌ای است که از بسیاری جهات شبیه به اوت کنت و لودویگ آندریاس فویرباخ است که او در احساسات گرایی خود به آنها شباهت دارد.
گفته می‌شود که دیدگاه‌های اقتصادی دورینگ عمدتاً از دیدگاه فردریش لیست سرچشمه می‌گیرد. در مورد مسائل دیگر، به ویژه نگرش آنها نسبت به یهودیان، این دو مرد نظرات بسیار متفاوتی داشتند.

## اندیشه
او در طول زندگی حرفه ای خود «عمیقا» تحت تأثیر شوپنهاور بود. نظرات دورینگ پس از اولین حضورش به عنوان نویسنده به‌طور قابل توجهی تغییر کرد. کار قبلی او، Natürliche Dialektik (دیالکتیک طبیعی)، کاملاً روحیهٔ فلسفه انتقادی است. او بعداً در حرکت خود به سوی پوزیتیویسم، که با انتشار کتاب «تاریخ انتقادی فلسفه» (Kritische Geschichte der Philosophie) آغاز شد، جدایی پدیده از ناپدید امانوئل کانت را رد کرد و مدعی شد که عقل ما قادر به درک کل واقعیت است. این کفایت فکر برای اشیا به این دلیل است که جهان فقط یک واقعیت دارد، یعنی ماده. مهم این است که ما باید به دنبال توضیح هر دو حالت آگاهانه و فیزیکی باشیم. اما در منظومه او، ماده با معنای رایج درک نمی‌شود، بلکه با مفهومی عمیق‌تر به عنوان زیربنای تمام وجود آگاهانه و فیزیکی قابل درک است. و بنابراین قوانین هستی با قوانین اندیشه یکی می‌شوند. دورینگ در این سیستم ایده آلیستی جایی برای غایت‌شناسی پیدا می‌کند. او معتقد است که غایت طبیعت، تولید نژادی از موجودات آگاه است. از اعتقادش به‌غایت‌شناسی معمای درد او را منصرف نمی‌کند. به عنوان یک خوشبین مصمم، او ادعا می‌کند که درد وجود دارد تا لذت را در تسکین آگاهانه بیندازد.
دورینگ در اخلاق از اوت کنت پیروی می‌کند و همدردی را پایه و اساس اخلاق قرار می‌دهد. در فلسفه سیاسی، او یک کمونیسم اخلاقی را آموزش می‌دهد و به اصل داروینیسم اجتماعی هربرت اسپنسر حمله می‌کند. در علم اقتصاد، او را بیشتر با دفاع از نویسنده آمریکایی اچ.سی. کری می‌شناسند، که هم با نظریه ارزشش که هماهنگی نهایی منافع سرمایه داران و کارگران را پیشنهاد می‌کند، او را جذب می‌کند. و همچنین با دکترین اقتصاد سیاسی ملی او، که از حمایت حمایت می‌کند به این دلیل که اخلاق و فرهنگ یک مردم با کامل کردن سیستم صنعتی آن در داخل مرزهای خود ارتقا می‌یابد. میهن‌پرستی او پرشور، اما محدود و منحصر به فرد است. او فردریک کبیر را بت کرد و یهودیان، یونانیان و گوته جهان وطن را محکوم کرد. نوشته‌های او واضح و صریح توصیف شده‌است، «هرچند که با تکبر و بداخلاقی مخدوش شده‌اند، اما نارسایی‌هایی که ممکن است به دلیل رنج جسمانی او کاهش یابد.

## میراث فکری
او عمدتاً در میان انگلیسی‌زبان‌ها به خاطر انتقاد انگلس از دیدگاه‌هایش در کتاب آنتی دورینگ: انقلاب آقای یوگن دورینگ در علم به یاد می‌آید. انگلس آنتی‌دورینگ خود را در مخالفت با عقاید دورینگ نوشت که در میان سوسیال دموکرات‌های آلمان شاگردانی پیدا کرده بود. او همچنین برجسته‌ترین نماینده سوسیالیسم آن دوره است که توسط نیچه در آثار بعدی خود مورد حمله قرار گرفت. بیشتر آثار دورینگ به زبان انگلیسی در دسترس نیست، جدای از کار او در مورد مسئله یهودی.
«ماتریالیسم قهرمانانه» مشخصه فلسفه دورینگ بود. او به سرمایه‌داری، مارکسیسم، و سازماندهی مسیحیت و یهودیت حمله کرد. بسیاری از محققین معتقدند که اختراع یهودستیزی نیمه‌مدرن دورینگ به تئودور هرتزل را قانع کرد که صهیونیسم تنها پاسخ است:
هرتزل بارها و بارها در یادداشت‌های روزانه و مکاتبات خود به این موضوع اذعان داشت: «من با یهودستیزی در جایی که سرچشمه گرفت - در آلمان و اتریش - مبارزه خواهم کرد. او شجره نامه یهودی‌ستیزی مدرن و نژادپرستانه را در نوشته‌های دانشمند علوم اجتماعی آلمانی دکتر یوگن دویرینگ در دهه ۱۸۹۰شناسایی کرد.